# Эдмундс, Дэйв
Дэйв Эдмундс (англ. Dave Edmunds, род. 15 апреля 1944 года в Кардиффе, Уэльс) — британский певец, гитарист и продюсер, начинавший карьеру в блюз-роковой группе Love Sculpture, прославившейся рок-н-ролльной версией «Танца с саблями» Арама Хачатуряна («Sabre Dance», #5 UK, ноябрь 1968 года). Позже (соло и в составе группы Rockpile) Дэйв Эдмундс стал одной из ключевых фигур в паб-роке; постепенно перешёл в рокабилли, приверженность к музыке конца 1950-х — начала 1960-х годов сохранив до сих пор.
Эдмундс разработал собственный уникальный стиль студийной работы, который позволял ему до мельчайших деталей воссоздавать звучание поп-классики, выходившей на Sun и Chess, а также идеально копировать сольные партии гитаристов 1950-х годов — таких, как Скотти Мур, Джеймс Бёртон и Чет Эткинс.
Дэйв Эдмундс (согласно Trouser Press) как никто другой сумел показать, что традиционный рок-н-ролл в состоянии выжить в современном мире. «Вдохновенный вокалист, искусный гитарист и виртуозный продюсер», он в своём творчестве «сохранил простоту и прямолинейность рока 1950-х годов», избежав — как минимум, обвинений в претенциозности.
Наивысшее достижение Дэйва Эдмундса в UK Singles Chart — #1, «I Hear You Knocking» (1970).

## Дискография

### Синглы

#### Love Sculpture
- Sabre Dance (1968, UK #5)

#### Dave Edmunds
- I Hear You Knocking (1970, UK #1)
- Baby I Love You (1973, UK #8)
- Born To Be With You (1973, UK #5)
- I Knew The Bride (1977, UK #26)
- Girls Talk (1979, UK #4)
- Queen Of Hearts (1979, UK #11)
- Crawling From The Wreckage (1979)
- Singing The Blues (1980, UK #28)
- Almost Saturday Night (1981)
- The Race Is On (с Stray Cats) (1981, UK #34)
- Slipping Away (1983)
- King Of Love (1990)

### Альбомы

#### Love Sculpture
- Blues Helping (1968)
- Forms and Feelings (1970)

#### Dave Edmunds
- Rockpile (1972)
- Subtle as a Flying Mallet (1975)
- Get It (1977)
- Tracks on Wax 4 (1978)
- Repeat When Necessary (1979)
- Twangin…' (April 1981)
- D.E. 7th (1982)
- Information (1983)
- Riff Raff (1984)
- I Hear You Rocking (1987)
- Closer to the Flame (1990)
- The Best of Dave Edmunds (1991)
- The Anthology: 1968—1990 (1993)
- Plugged In (1994)
- Hand Picked: Musical Fantasies (2000)
- A Pile of Rock: Live (2001)
- From Small Things: The Best of Dave Edmunds (2004)
- Alive and Pickin' (2005)

#### Rockpile
- Seconds of Pleasure (1980)